# Hřbitov Bolevec
Hřbitov Bolevec se nachází na severním okraji města Plzně a městského obvodu Plzeň 1, v katastru Bolevec. Přiléhá k Plaské silnici, vedoucí do Třemošné.  

## Historie

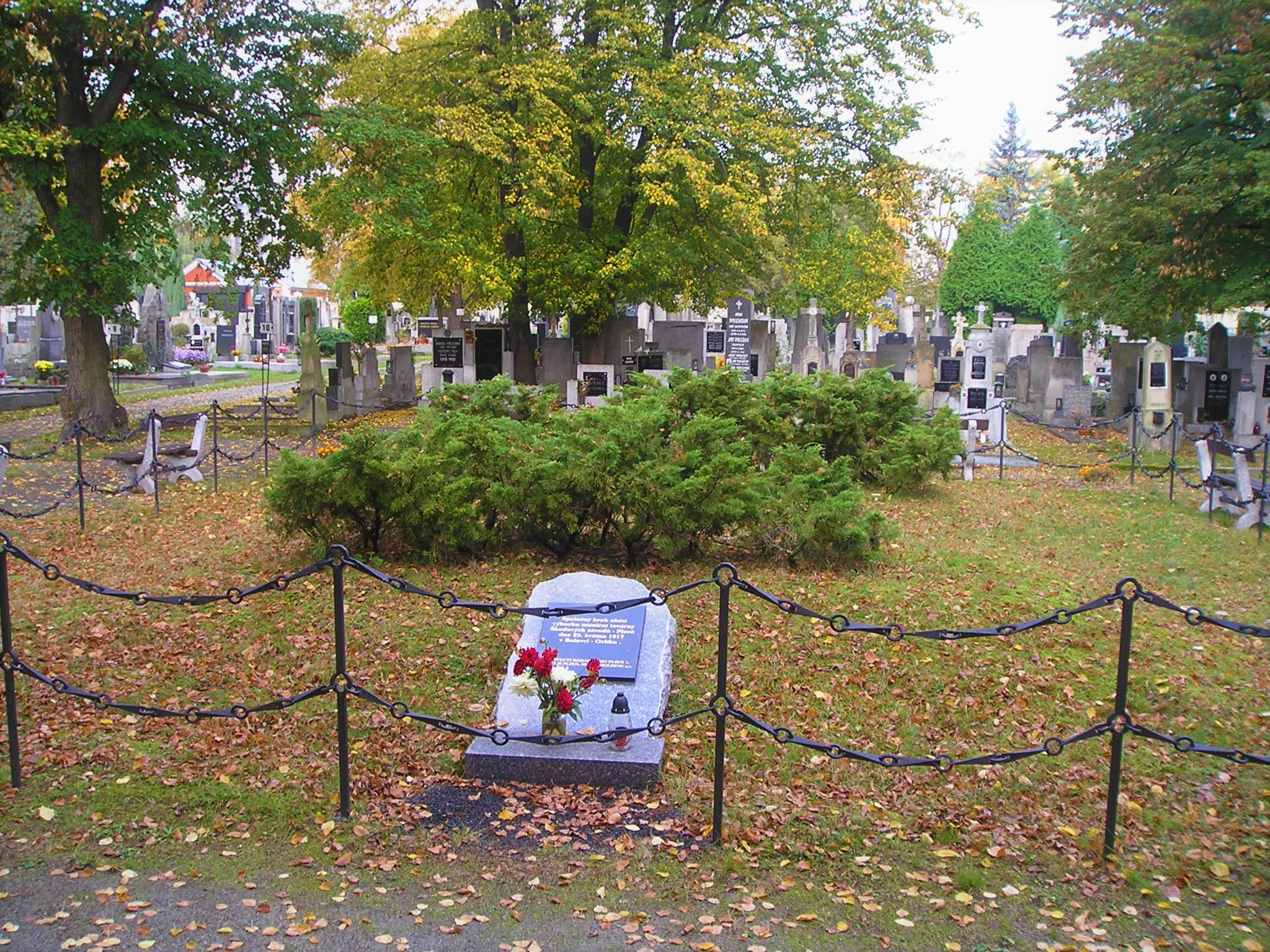
Hromadný hrob obětí výbuchu z roku 1917

Hřbitov byl zřízen roku 1903, po uzavření hřbitova u kostela Všech svatých na Roudné, kam do té doby bolevečtí občané své zemřelé ukládali. Koncem 19. století přitom bylo stejné místo vybráno pro stavbu boleveckého kostela (v Bolevci i přes jeho značnou rozlohu kostel nikdy nebyl) a návrh architekta Jaroslava Cuhry z roku 1942 dokonce počítal s existencí ženského kláštera. Tento záměr se však nepodařilo zrealizovat, a to i kvůli společenským a politickým změnám v 2. polovině 20. století.
Dne 29. května 1917 se na boleveckém hřbitově konal pohřeb 240 obětí výbuchu v muniční továrně Škodových závodů. Kvůli obavám z nepokojů byl přístup umožněn jen nejbližším příbuzným, spolupracovníkům a úředním osobám, a to na základě zvláštní, jmenovitě vydávané průkazky. Ostatním bránila ve vstupu silná stráž policie a četníků. Hromadný hrob pak zůstal otevřen až do srpna 1917 a postupně do něj byly ukládány ostatky dalších obětí, nalézané při odklízení trosek, ale i těla lidí, kteří v nemocnicích podlehli svým zraněním. Hrob na povrchu označuje žulová pamětní deska.

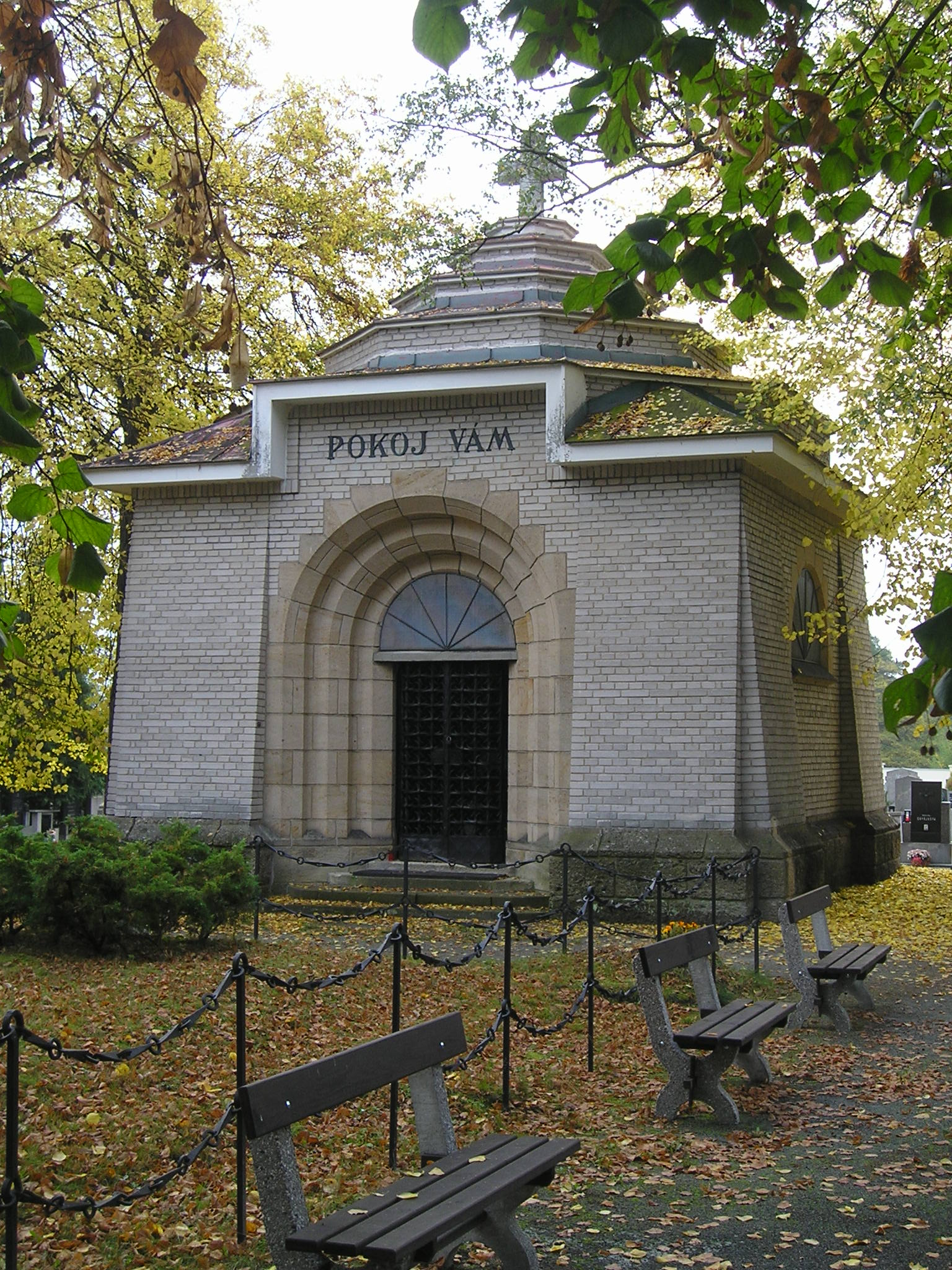
Kaple sv. Vojtěcha

Na památku zemřelých dělníků byla v letech 1917–1920 v těsné blízkosti hrobu postavena kaple sv. Vojtěcha v kubizujícím stylu. Náklady uhradily – stejně jako v případě pohřbu obětí – Škodovy závody. Projekt pro výstavbu vytvořil rakouský architekt Robert Örley. Vitrážová okna, zobrazující sv. Václava a sv. Jana Nepomuckého navrhl Vojtěch Hynais. Uvnitř jsou umístěny pamětní desky všech identifikovaných obětí bolevecké katastrofy. Spolek boleveckých rodáků u kaple každoročně v den výročí výbuchu pořádá vzpomínkový obřad věnovaný obětem bolevecké katastrofy.
Původní bolevecký hřbitov byl mnohem menší než v současnosti. Zaujímal prostor v jihozápadním rohu nynějšího areálu. Brzy ale bylo nutné hřbitov rozšířit - v letech 1913 a 1924 na východ a roku 1939 i k severu. Roku 2010 byla vybudována nová ohradní zeď, která současně slouží jako kolumbárium. K poslednímu rozšíření (v nepravidelném výběžku směrem na sever) došlo v roce 2020. 

## Zajímavé prvky
Na boleveckém hřbitově je k vidění mnoho zajímavých funerálních plastik a nachází se zde i díla významných sochařů (Václav Koukolíček, František Bílek, Hanuš Zápal a další).  
- V době otevření hřbitova v roce 1903 byl zhotoven dřevěný kříž se zlacenou plastikou Ukřižovaného, osazený přímo proti hlavnímu vstupu.[9]
- Zřejmě nejcennějším dílem boleveckého hřbitova byl bronzový reliéf od Františka Bílka z roku 1927, který se ovšem nedochoval. Sádrový model reliéfu je uložen v Hrádku nad Nisou.[10] Zachován nezůstal ani bronzový reliéf „Umírající oráč“ od rokycanského sochaře Václava Koukolíčka na hrobě rodiny Salcmanovy.[11]
- Zajímavý a neobvyklý je architektonicky pojatý náhrobek od neznámého autora, vzniklý snad v 60. letech 20. století.[12] Složitou kompozici tvoří betonový rám ve tvaru půlkruhově sklenutého portálu, o který se opírá směrem vpřed vyhnutá zadní část, zakončená vpředu velkou koulí. Při průhledu rámem („portálem“) je vidět klínový kříž, upevněný na zadní desce.
- Z roku 1977 pochází bronzový medailon s portrétem, umístěný na hrobě lékaře Josefa Popilky. Kruhový medailon je zasazen do čtvercové mramorové desky, upevněné na žulovém náhrobku. Autorem plastiky je Alois Sopr.[13][14]
- U ohradní zdi v západní části hřbitova stojí dva náhrobky v podobě božích muk. Jeden ze sloupků je ozdobený bronzovým reliéfem Plzeňské madony, jehož autorem je Otokar Walter mladší.[15][16]
- Vlevo od hřbitovního kříže se nachází náhrobek letce Vladimíra Pospíšila, jehož autorem je architekt Hanuš Zápal.
- Bronzovou polopostavu předčasně zemřelé dívky Jiřinky Ottové ztvárnil táborský sochař Jan Vítězslav Dušek.[17]
- Východní části hřbitova dominuje rozměrná hrobka Jakuba Lišky s trojúhelníkovým tympanonem neseným sloupy a se sochou Piety uvnitř.[3]
- Ve východní části hřbitova se nachází také velká jezdecká socha sv. Martina, hrob však není nijak označen a není znám ani autor či doba vzniku plastiky.[18]
- Za východní branou hřbitova stával velký dřevěný kříž, po němž zůstala na místě jen betonová patka s otvorem pro ukotvení. Kříž je na stejném místě zachycen už na mapách 1. vojenského mapování z 18. století.[19] Tzv. Černý kříž byl péčí Sdružení boleveckých rodáků obnoven v roce 2018.

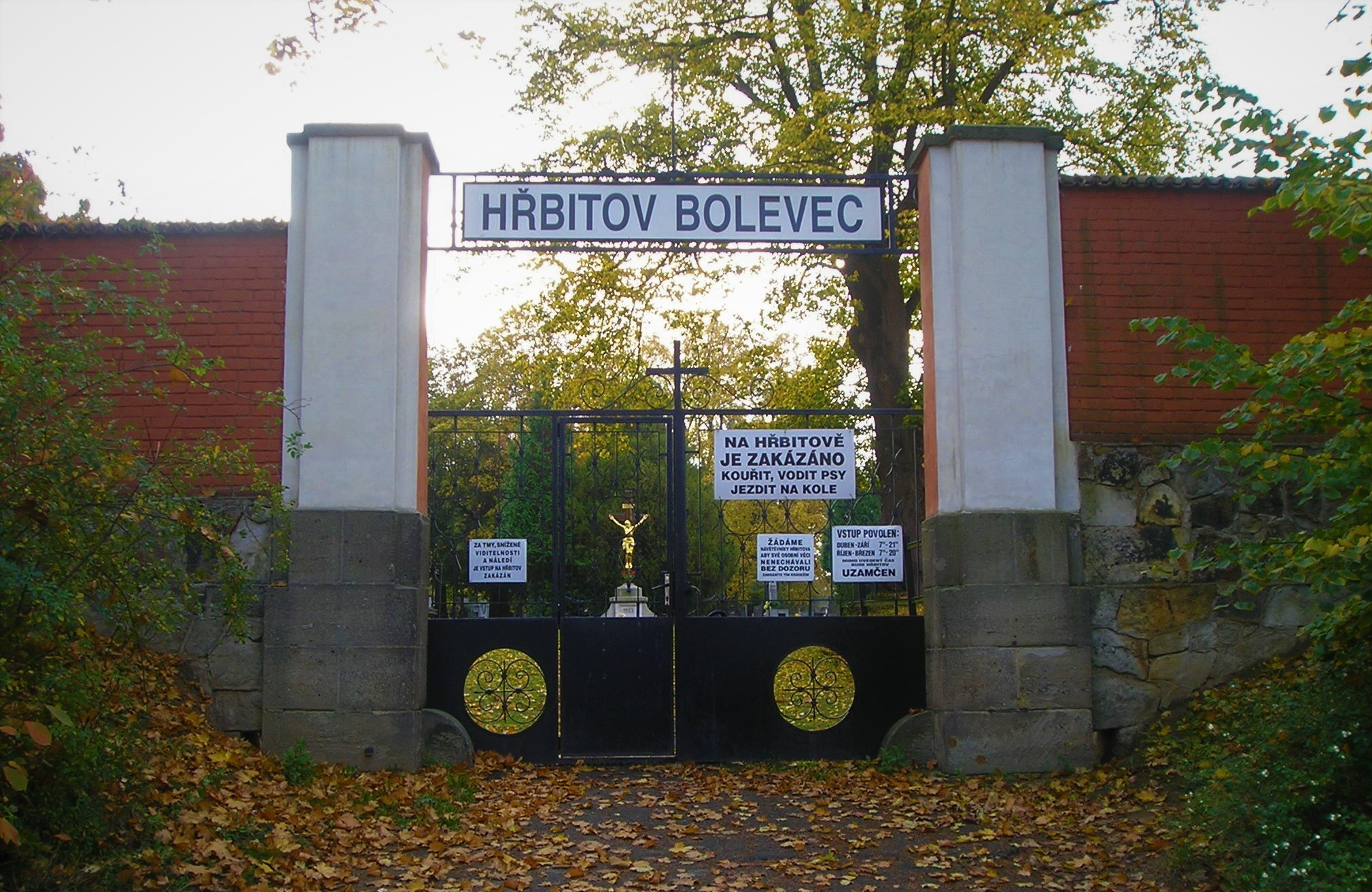
Hlavní vstupní brána
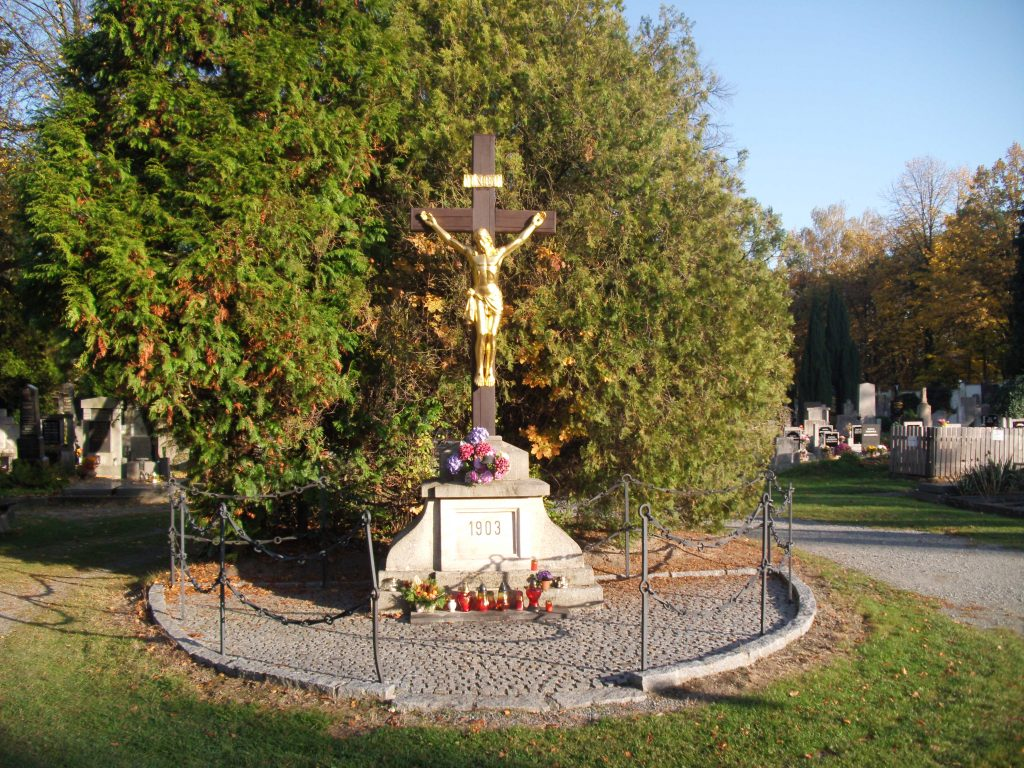
Ukřižovaný
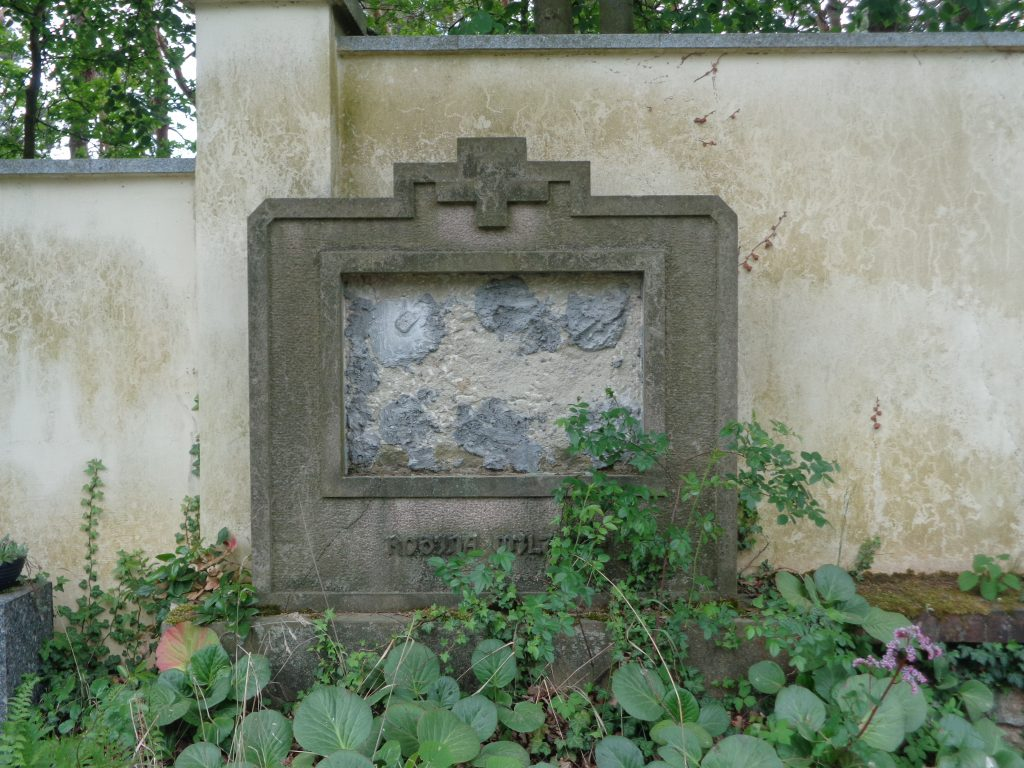
Pozůstatek reliéfu od Františka Bílka
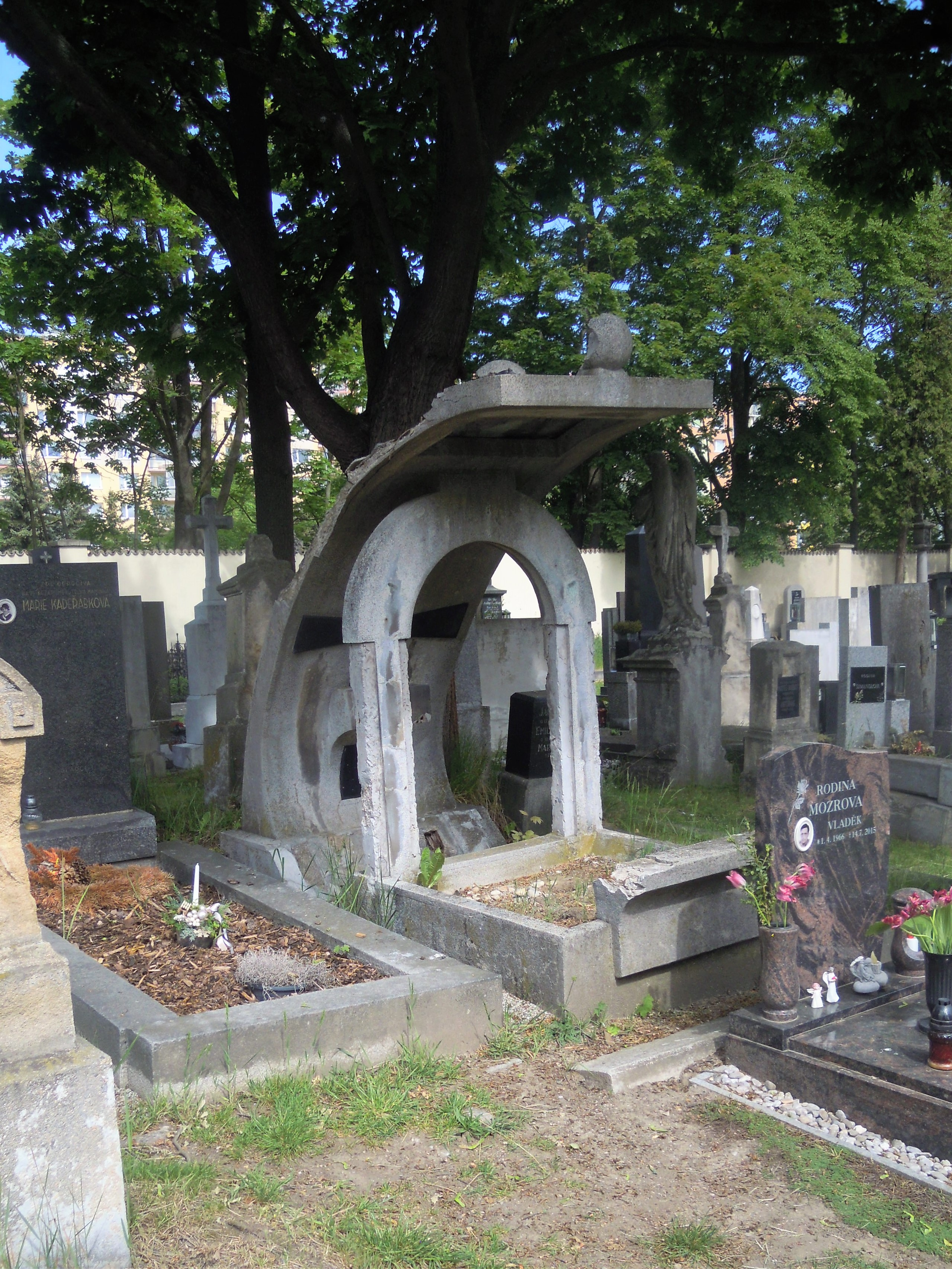
Architektonicky pojatý náhrobek
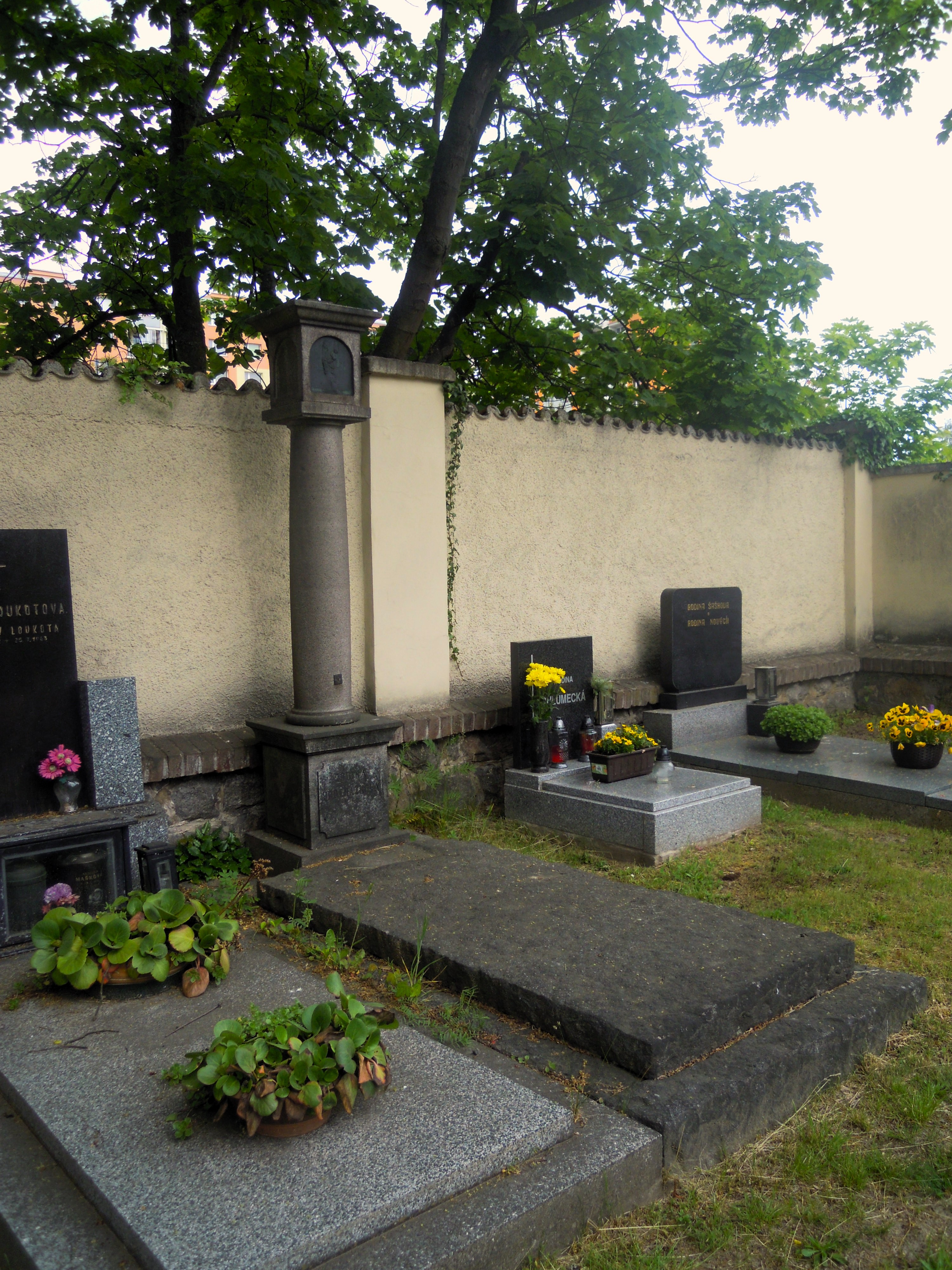
Náhrobek ve formě božích muk s reliéfem od Otokara Waltera
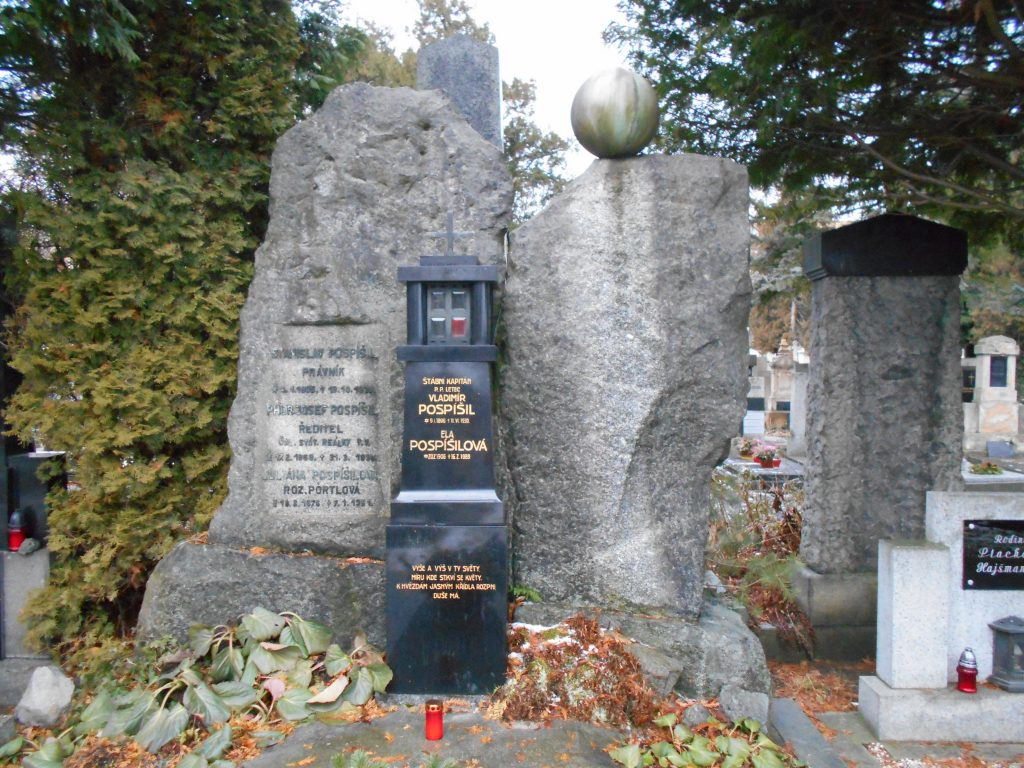
Náhrobek Pospíšilových (Hanuš Zápal, 1931)
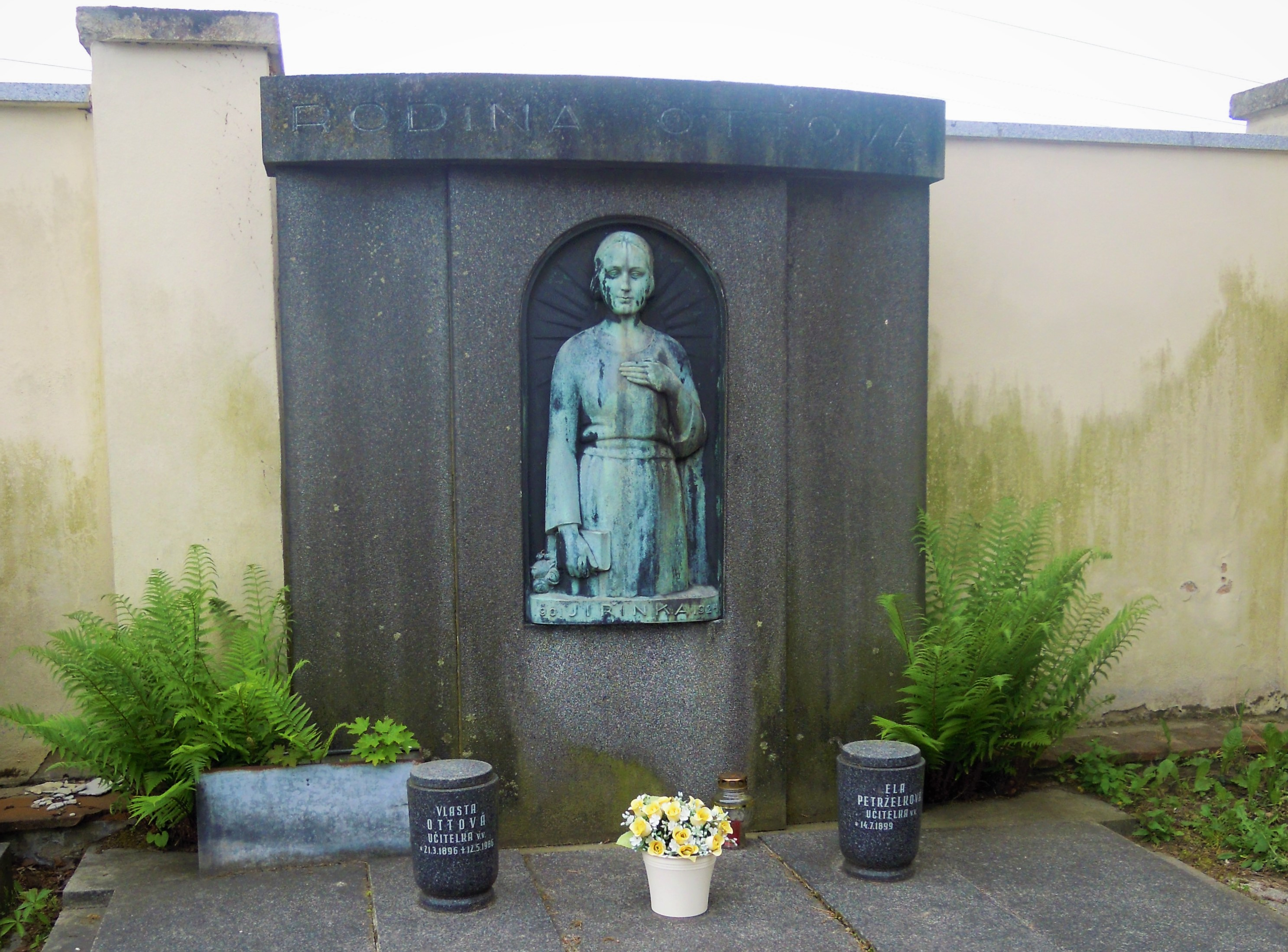
Hrob Jiřinky Ottové (Jan Vítězslav Dušek, 1926)
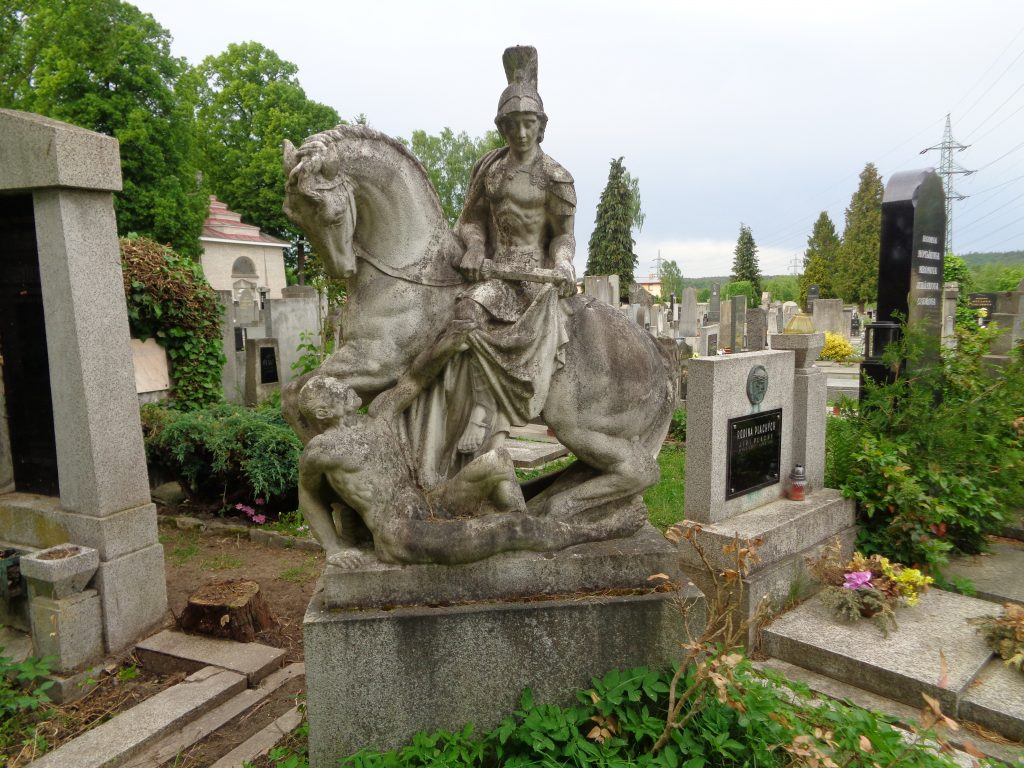
Socha sv. Martina
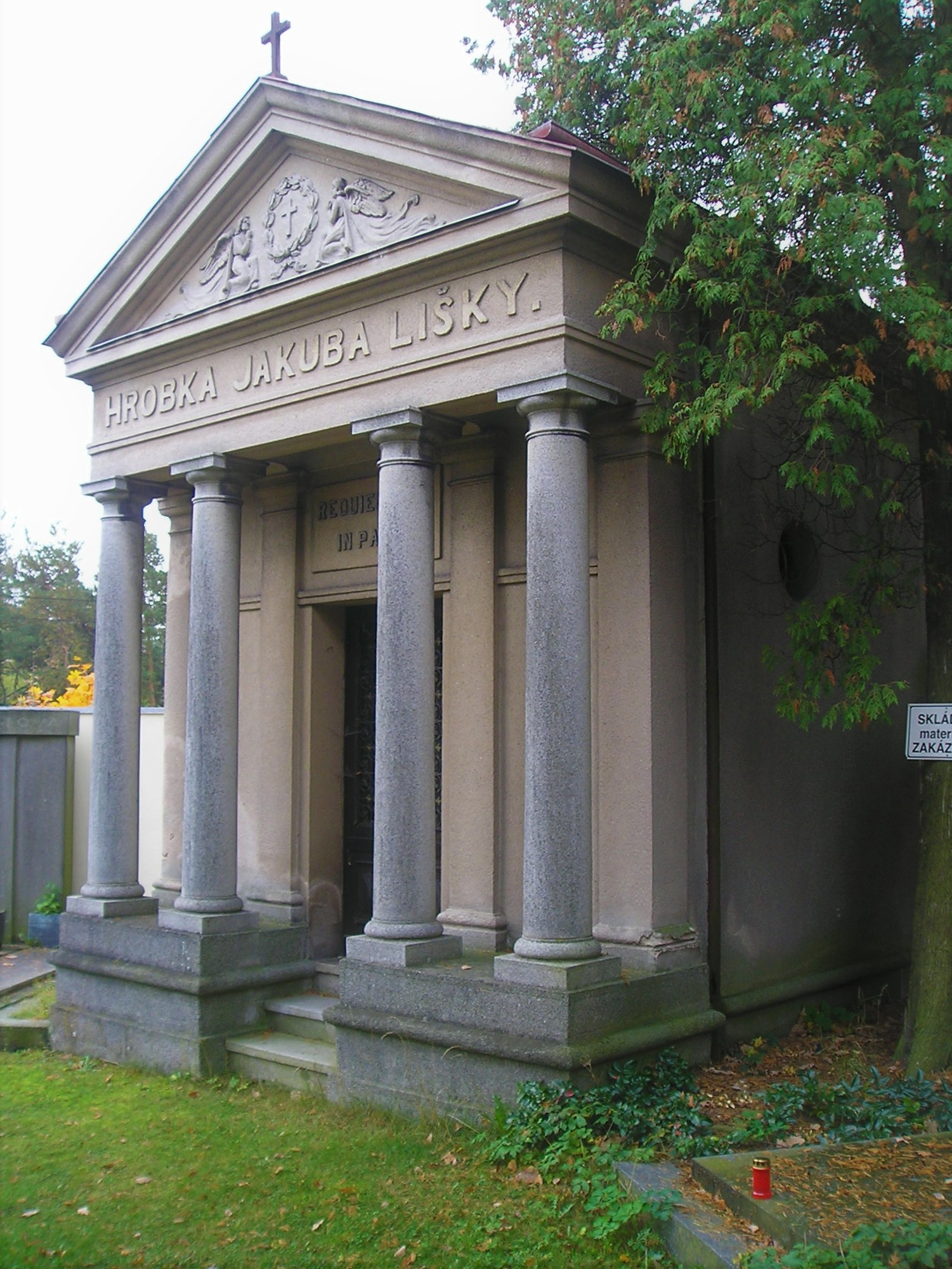
Hrobka Jakuba Lišky
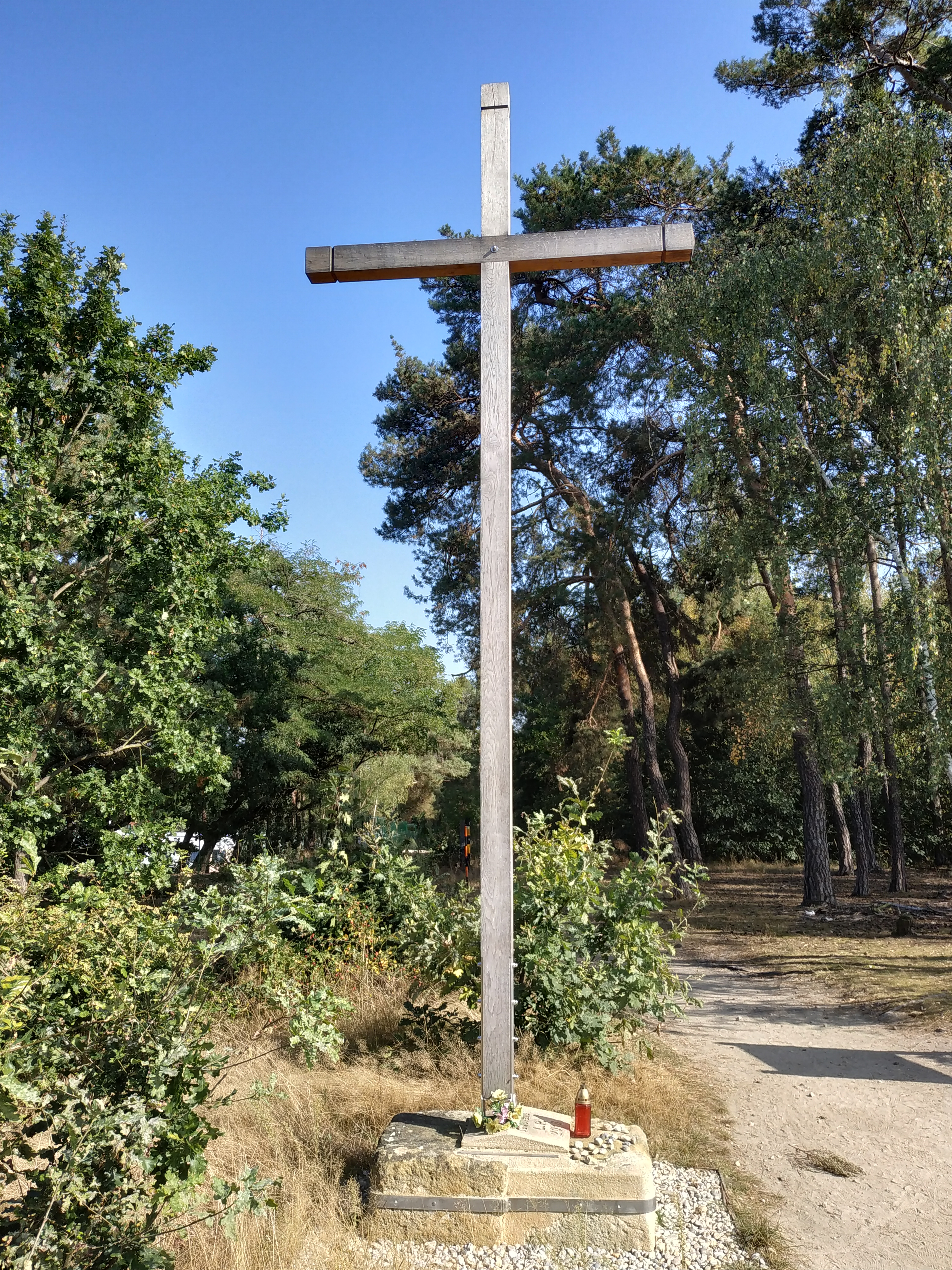
Černý kříž za hřbitovem

## Významné hroby
Mezi významné plzeňské osobnosti pochované na zdejším hřbitově patří:
- Prof. Dr. Ing. Josef Sigmond (1868–1956), městský lesní rada a profesor lesnické fakulty v Praze[20]
- Josef Horák (1874–1960), hudební skladatel a vojenský kapelník[21]
- Ota Horáková (1904–1969), operní zpěvačka, pedagožka, zasloužilá umělkyně[22]
- PhDr. Václav Kuchynka (1921–1974), spisovatel, literární historik, historiograf Plzně, vysokoškolský pedagog[23]
- MUDr. Josef Popilka (1908–1977), primář vojenské chirurgie a nositel Medaile Jana Evangelisty Purkyně
- Jiří Kovařík (1932–1994), akademický malíř[24]
- Generálmajor Jan Prokop (1911–2004), pilot RAF[25]

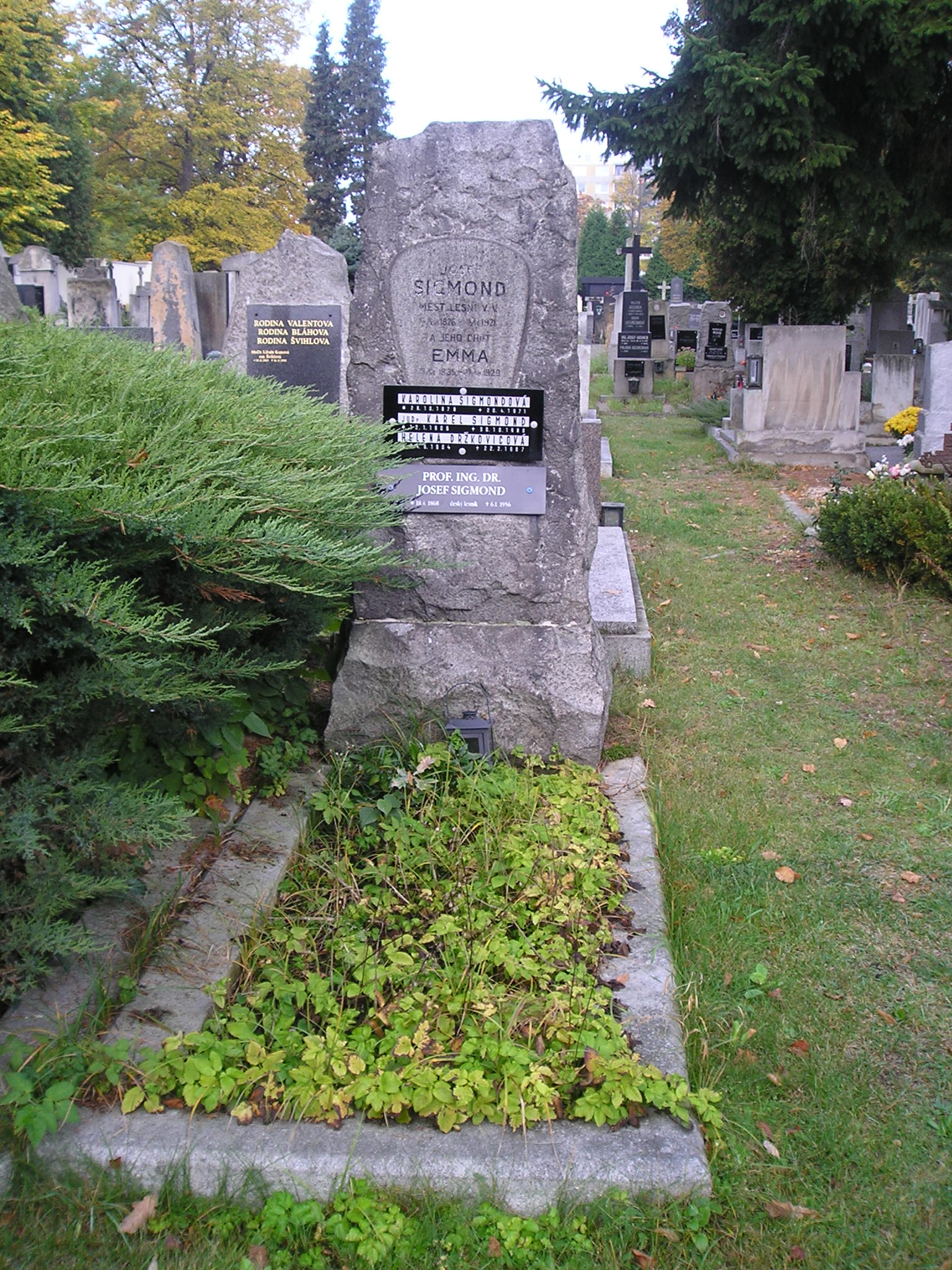
Hrob Josefa Sigmonda
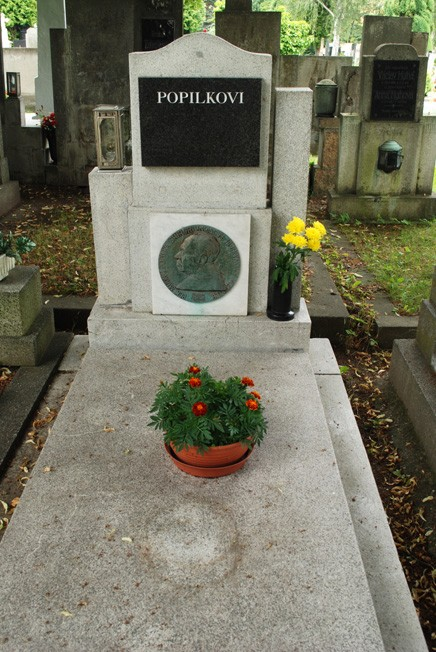
Hrob Josefa Popilky s bronzovým medailonem od Aloise Sopra
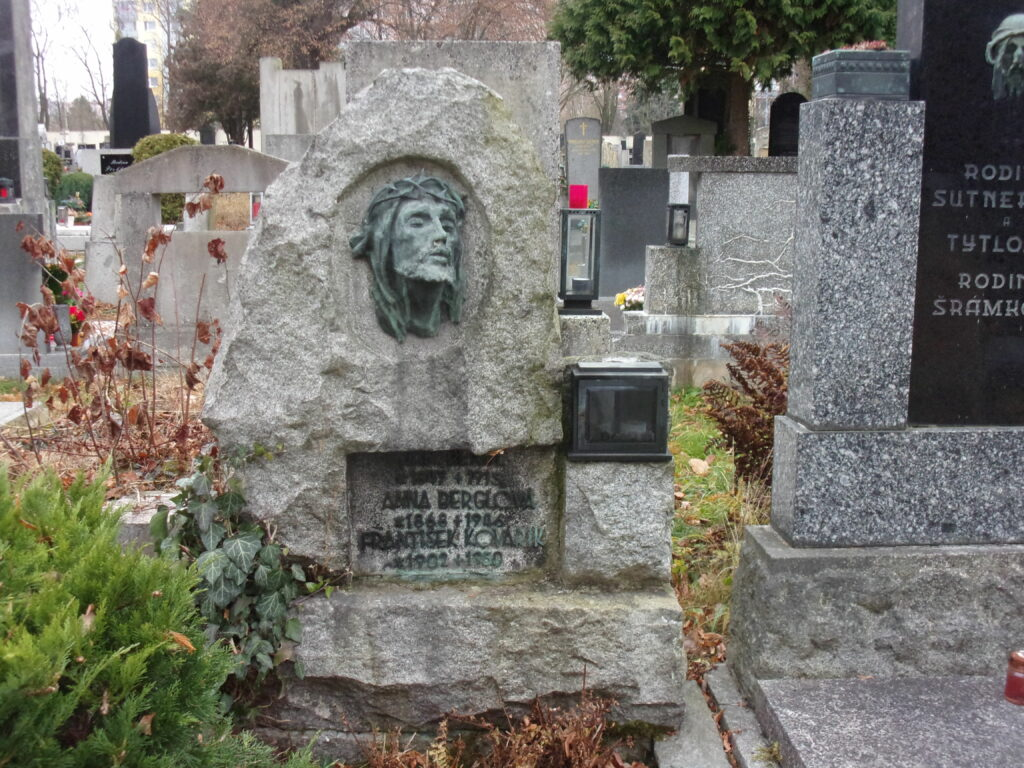
Hrob rodiny Jiřího Kováříka
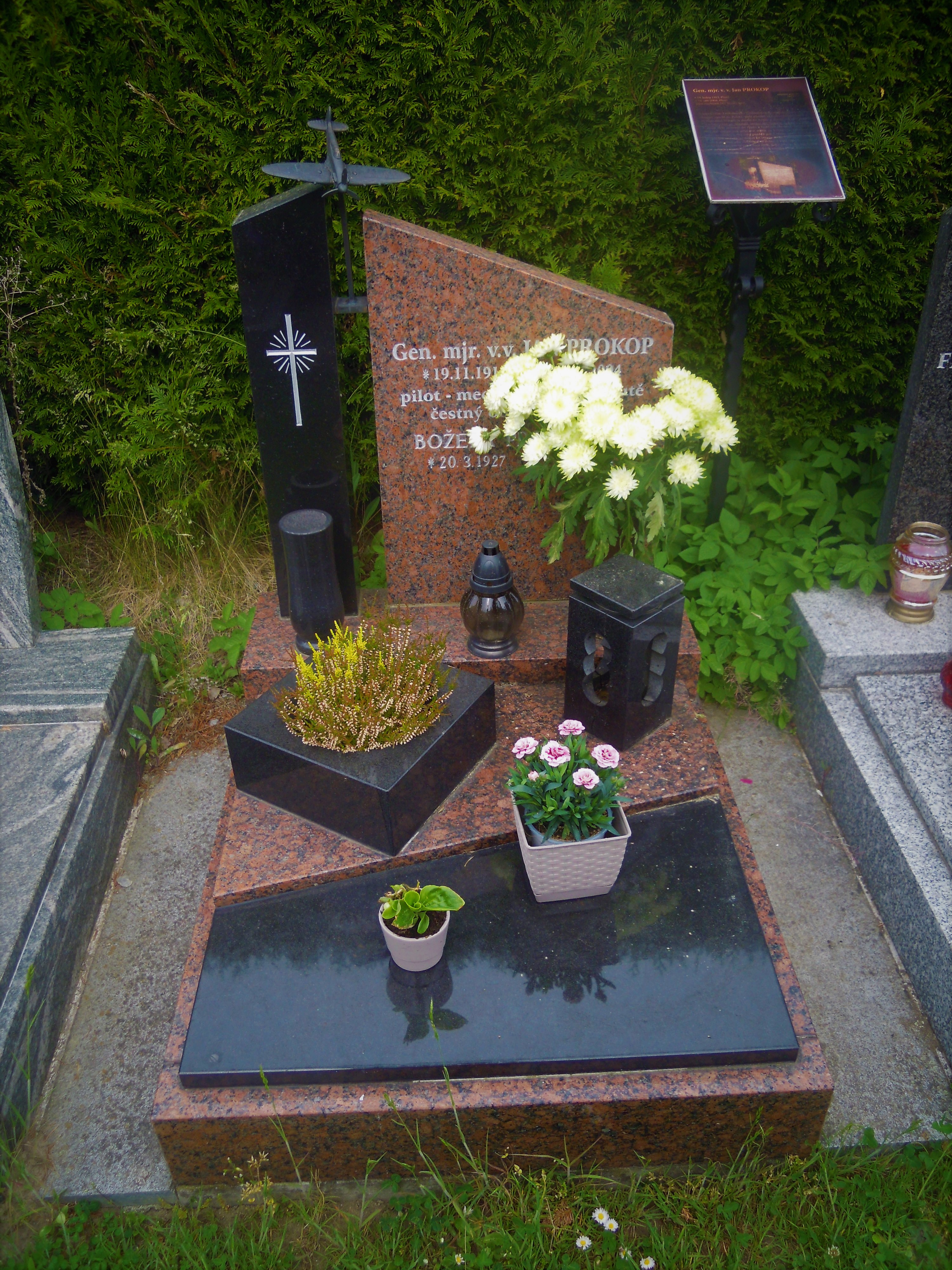
Čestný hrob gen.mjr. Jana Prokopa